# 智利戴维斯杯代表队
智利戴维斯杯代表队是智利男子网球队参加戴维斯杯的队伍，由智利网球联合会负责管理和组织参赛。
智利队于1928年首次参加戴维斯杯比赛，但直到1933年客场对阵乌拉圭时终于赢得一场比赛，1969年主场对阵阿根廷队时才赢得一场主场比赛。但在1967年智利队一度打进决赛，但在圣地亚哥输给了意大利队。